# Aleksandr Hilferding
Aleksandr Fiodorowicz Hilferding (Gilfierding) (ros. Александр Фёдорович Гильфердинг), (ur. 14 lipca 1831 w Warszawie, zm. 2 lipca 1872 w Kargopolu) był rosyjskim slawistą i folklorystą (zbieraczem i wydawcą bylin).

## Młodość i początki zainteresowań slawistycznych
Urodził się w mającej niemieckie pochodzenie rodzinie dyrektora kancelarii przy namiestniku Królestwa Kongresowego. Początkowo kształcił się w domu, z którego wyniósł znajomość kilku języków, zapoznał się także z językami słowiańskimi. W 1852 r. ukończył studia na wydziale historyczno-filozoficznym Uniwersytetu Moskiewskiego. Pierwsze jego prace naukowe (1853) dotyczyły filologii porównawczej, następnie zainteresował się historią Słowian nadbałtyckich. Na podstawie pracy История балтийских славян został członkiem korespondentem Petersburskiej Akademii Nauk (1856).

## Podróż poKaszubach
W związku z materiałami nadsyłanymi do Petersburga przez Floriana Ceynowę i jego teorią, jakoby język kaszubski był podobny do rosyjskiego, Hilferding został wysłany na Pomorze. Latem 1856 r. spotkał się z Ceynową, z którym w ciągu 4 dni wędrował od Gdańska przez Wejherowo i Lębork do Główczyc i do Bytowa. Tu Ceynowa musiał pożegnać swego rosyjskiego gościa, który rozpoczął samodzielne, szczegółowe badania – po zwiedzeniu kilku wsi w powiecie bytowskim pojechał do Kościerzyny, stamtąd powędrował przez Stężycę, Przewóz, Brodnicę, Chmielno, Sianowo, Będargowo, Zęblewo do Wejherowa. Następnie wrócił do Główczyc, skąd dotarł do Smołdzina i Gardny Wlk., gdzie żywa była jeszcze wówczas mowa Słowińców. Potem przez Kluki, Izbicę, Łebę, Sarbsk, Osieki Lęborskie, Wierzchucino, Żarnowiec, Krokowę, Swarzewo i Puck zawędrował do wsi rybackich na Mierzei Helskiej. We wszystkich tych miejscowościach gromadził materiały etnograficzne i lingwistyczne. Plonem wyprawy była opublikowana w 1862 r. rozprawa Остатки славянъ на южномъ берегу Балтійскаго Моря (Resztki Słowian na południowym wybrzeżu Morza Bałtyckiego), zawierająca m.in. cenny słownik z wyrazami kaszubskimi i słowińskimi, uważana obecnie za pierwszy w literaturze naukowej wszechstronny opis kaszubszczyzny.

## Późniejsze życie i działalność naukowa
Jako pracownik Ministerstwa Spraw Zagranicznych w 1856 r. Hilferding został mianowany konsulem rosyjskim w Bośni. Pobyt na Bałkanach zaowocował kolejnymi pracami z dziedziny słowianoznawstwa. W 1861 r. przeszedł do pracy w kancelarii Rady Państwa. W tym czasie działał m.in. w oddziale etnograficznym Cesarskiego Towarzystwa Geograficznego. Latem 1871 r. odbył podróż do guberni ołonieckiej, gdzie zajmował się zbieraniem bylin – między 30 czerwca a 27 sierpnia tego roku zapisał 2000 stron rękopisu, zawierającego 318 bylin opowiedzianych przez 70 osób. Zbiór ten stanowił uzupełnienie wcześniejszego zbioru folklorysty Rybnikowa. Następnego lata Hilferding zamierzał kontynuować tę działalność w rejonie Kargopola, ale tuż po przyjeździe do tego miasta zachorował na tyfus i 2 lipca 1872 r. umarł w wieku 41 lat. Pochowano go na Cmentarzu Nowodziewiczym w Petersburgu.

## Dzieła
- О сродстве языка Славянского с Санскритским. Санктперербург, 1853 (O pokrewieństwie języka słowiańskiego z sanskrytem)
- История балтийских славян (Historia bałtyckich Słowian) 1855
- Борьба славян с немцами на Балтийском поморье в средние века (Wojny Słowian z Niemcami na wybrzeżu bałtyckim w średniowieczu) 1861
- Остатки славян на южном берегу Балтийского Моря, Sankt-Petersburg 1862 (wyd. polskie Resztki Słowian na południowym wybrzeżu Morza Bałtyckiego, tłum. Nina Perczyńska, oprac. Jerzy Treder, Gdańsk 1989, ISBN 83-85011-57-9)